# Discovery (Schiff, 1901)
Bei der Discovery handelt es sich um das Expeditionsschiff, mit dem Robert Falcon Scott seine ersten Expeditionen in die Antarktis unternahm. Das Schiff befindet sich nun als Museumsschiff am Discovery Point in Dundee (Schottland). Es ist das letzte hölzerne Dreimastschiff, das auf den britischen Inseln gebaut worden ist. In der Literatur wird regelmäßig als RRS Discovery auf das Schiff referenziert, das Schiffsnamenpräfix bedeutet hier „Royal Research Ship“, zu Deutsch „Königliches Forschungsschiff“.

## Geschichte

### Konstruktion

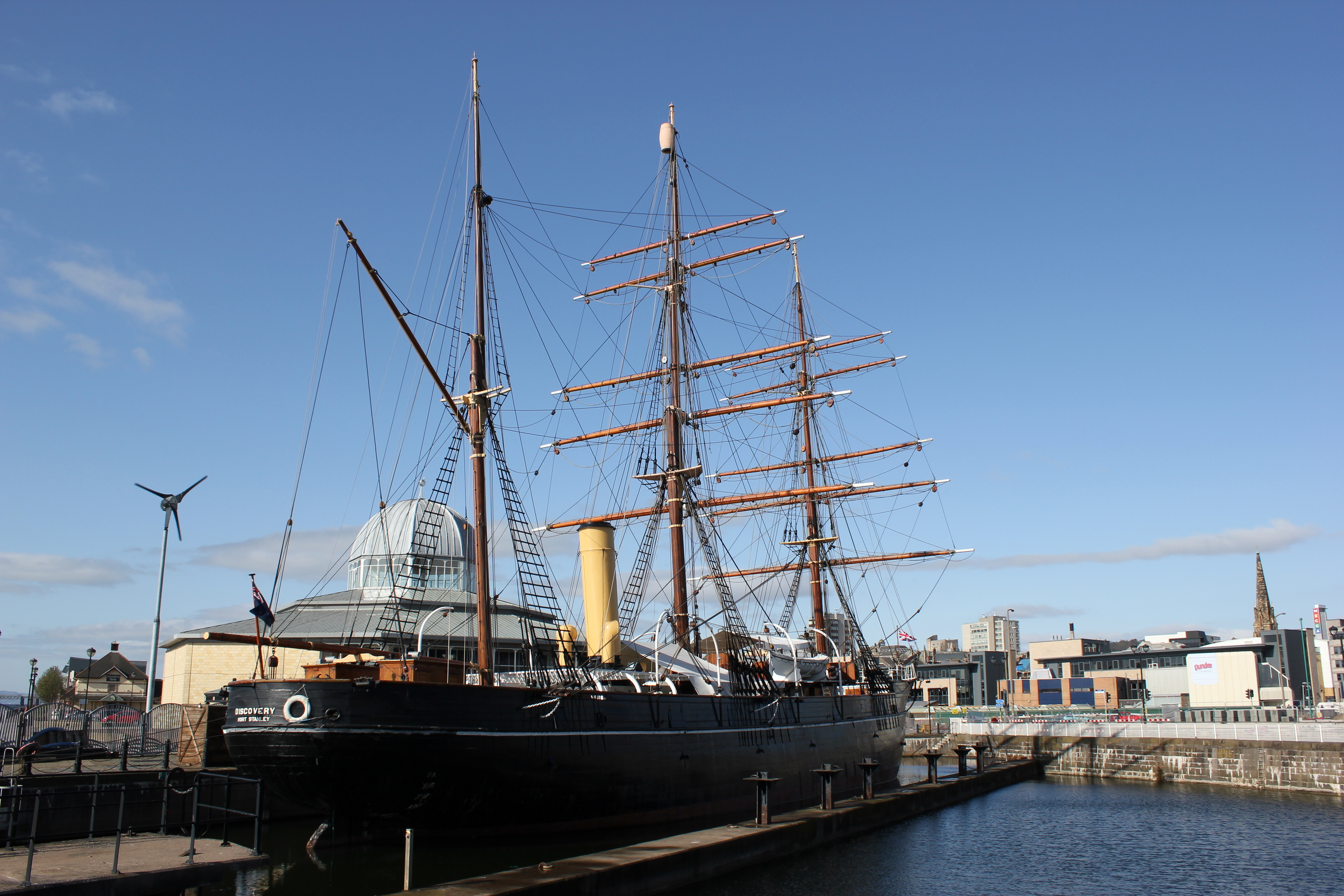
Discovery als Museumsschiff in Dundee

Die Discovery wurde am 21. März 1901 in Dundee vom Stapel gelassen und wurde speziell für antarktische Forschungsmissionen entwickelt. Besonderes Augenmerk wurde dabei auf eine feste Außenhülle in Form von mehreren übereinandergelegten Beplankungen aus außergewöhnlich hartem Holz gelegt, die den Gefahren von Eisschollen und zufrierenden Gewässern trotzen sollten. Auf dem Vorderdeck konnte eine Windturbine mit Elektrogenerator aufgebaut werden.

### Forschungsmissionen 1901–1905
Da die Discovery keine fünf Monate nach ihrem Stapellauf ihre erste Forschungsmission antrat und vorerst keine volle Besatzung hatte, konnten ihre Leistungen und ihre Ausrüstung vor Reiseantritt nicht getestet werden.
In der Zeit vom 6. August 1901 bis zum 10. September 1904 fror das Schiff im antarktischen Rossmeer fest und musste zwei Jahre vor Ort verbleiben, bis sie schließlich durch einige kontrollierte Sprengungen befreit werden und ihre Rückreise antreten konnte.
Anfangs durch Robert Falcon Scott aufgrund ihrer mangelnden Geschwindigkeit und nicht zufriedenstellender Segelleistung kritisiert, wurde sie in den Monaten, in denen sie im Eis festgefroren war, zu einer erstklassigen Unterkunft. Die einzigen Beschwerden galten den Kabinen der Offiziere, die aufgrund ihrer Lage zu kalt waren.

### Übergangsfunktion 1905–1922
Aufgrund von ernsthaften finanziellen Problemen der National Antarctic Expedition wurde das Schiff 1905 an die Hudson’s Bay Company verkauft und hier als Transportschiff zwischen London und Hudson Bay (Kanada) genutzt. Während des Ersten Weltkrieges transportierte man mit ihr Munition nach Russland. Später, im Jahr 1917, wurde sie zur Unterstützung der Weißen Garden während der Russischen Revolution eingesetzt.
Anschließend wurde sie von diversen Firmen für den Einsatz im Atlantik gechartert. Allerdings verlor sie, dank modernerer Schiffe, an Attraktivität für ebendiese Vorhaben und wurde schließlich hinsichtlich ihrer Transportfunktion in den frühen 1920er Jahren als Hauptquartier für die 16. Stepney Sea Scouts ausgemustert genutzt.

### Weitere Forschungsmissionen 1923–1931
1923 wurde sie wieder als Forschungsschiff mit Operationsgebiet Antarktis zurückbeordert – ihr Heimathafen war seinerzeit Port Stanley auf den Falklandinseln. Nach einer 114.000 Pfund Sterling teuren Überholung wurde das Schiff von 1929 bis 1931 von der British Australian and New Zealand Antarctic Research Expedition (abgek. BANZARE) wieder als Expeditionsschiff genutzt.

### 1936–1979
Von 1936 an diente die Discovery als Trainingsschiff für die Boys Scout Association, was sich über die Jahre aber als zu kostspielig erwies, so dass sie 1955 wieder der britischen Admiralität als Schulschiff unterstellt wurde, bis sie auch hier als nicht mehr nützlich für die Marine angesehen wurde.

### 1979 bis heute
1979 rettete sie schließlich der Maritime Trust vor der Abwrackung. Nach einer 500.000 Pfund teuren Restaurierung wurde sie an ihren Kiellegungsort zurück nach Dundee überstellt und liegt dort zur Besichtigung in Kombination mit einer Landausstellung über die ursprüngliche Antarktis-Expedition.

## Ehrungen
Das Schiff ist Namensgeber für den Mount Discovery und das Discovery Bluff in der Antarktis.